# Клеринг, Ханс
Ханс Карл Клеринг (нем. Hans Karl Klering; 8 ноября 1906, Берлин — 30 октября 1988, там же) — немецкий актёр и режиссёр.

## Биография
Родился в семье рабочих. Окончил общинную и профессиональная школу в Берлине. В 1921—1922 гг. состоял в Социалистической пролетарской молодёжи (с 1925 года — Коммунистический союз молодёжи Германии, член Коммунистического интернационала молодёжи). Окончив учёбу в 1924 году, перебивался случайными заработками, работал в порту (Гамбург, Бремен), рисовал плакаты в Кёльне. С 1926 года — член КПГ. Входил в агитационно-пропагандистские группы «Красные ракеты» (Rote Raketen), «Синие блузы» (Blaue Blusen) в Кельне и Берлине; «Колонна левых» (Kolonne Links; с 1930 года, Берлин).
Будучи с группой на гастролях, в 1931 году остался в СССР. Работал художником плакатов, диктором немецкой редакции московского радио. С 1933 года служил артистом на кинофабрике «Рот Фронт»; сотрудничал и с другими киностудиями. Учился в Московском институте графического искусства, работал художником издательства «Иностранная литература». В 1936 году получил советское гражданство.
В 1942 году был мобилизован в трудармию, работал диспетчером на строительстве промышленного завода в Бакале. В 1942—1943 годах был слушателем курсов в школе Коминтерна в Кушнаренково. Занимался работой с немецкими военнопленными. В 1945 году обучался на партийных курсах повышения квалификации в Подмосковье под именем Карл Штраух.
Снялся в ряде советских фильмов в основном в эпизодических ролях немцев.
В октябре 1945 года вернулся в Германию, работал кинореферентом Центрального управления народного образования. В 1946 году вступил в СЕПГ. В 1946 году лицензиат киностудии ДЕФА, проектировал её эмблему. В 1946—1950 годах — художественный директор и председатель Совета директоров ДЕФА. В 1949—1950 годах находился в СССР. В 1950 году получил гражданство ГДР. С 1950 года снялся примерно в 150 фильмах. Был заместителем председателя Союза работников кино и телевидения ГДР.

## Семья
Сын Ханса Клеринга от брака с актрисой Антонией Нижковской, Павел Клеринг (род. 3 марта 1946), доктор биофизики, живёт с семьёй в Берлине. Внучки Ханса Клеринга — Анна и Анастасия Клеринг работают на киностудии Бабельсберг художницами по костюмам.

## Фильмография
- 1933 — Окраина — 1-й пленный немец, подмастерье сапожника
- 1934 — Королевские матросы — Кларенс Смит, английский матрос
- 1936 — Борцы / Kämpfer — один из слушателей Лейпцигского суда в кулуарах
- 1938 — Год девятнадцатый — англичанин
- 1939 — Всадники — немецкий солдат, ведущий Чубенко на казнь
- 1939 — Шёл солдат с фронта
- 1939 — Щорс — Отто, немецкий солдат
- 1941 — Богдан Хмельницкий — Чаплицкий, польский шляхтич
- 1941 — Морской ястреб — офицер
- 1942 — Боевой киносборник № 9 (фильм «Маяк») — немецкий солдат
- 1942 — Боевой киносборник «Юные партизаны» (фильм Левко) — немецкий офицер
- 1942 — Александр Пархоменко — немецкий офицер
- 1943 — Как закалялась сталь — эпизод
- 1943 — Радуга — Курт Вернер, комендант
- 1944 — Я — черноморец — лейтенант
- 1945 — Непокорённые — немецкий лейтенант
- 1945 — Зигмунд Колосовский — фон Бюлов
- 1948 — Уличное знакомство / Straßenbekanntschaft — Петер
- 1948 — Утренняя яма / Grube Morgenrot — Геншель
- 1949 — Мост / Die Brücke (Германия) — Манкмоос
- 1949 — Пестроклетчатые / Die Buntkarierten — Антон
- 1950 — Семья Бентин / Familie Benthin — доктор Фрицшинг
- 1951 — Последний в этом году / Die letzte Heuer — Хейни Холлер
- 1954 — Ведьмы / Hexen — Хильсенталер Манн
- 1954 — Эрнст Тельман — сын своего класса / Ernst Thälmann — Sohn seiner Klasse — Асмуссен
- 1954 — Карола Ламберти / Carola Lamberti — Eine vom Zirkus — Борбаш
- 1954 — Сигнальные огни / Leuchtfeuer (Германия, Швеция) — Кауфман, мужчина на острове
- 1955 — Дьявол из Мюленберга / Der Teufel vom Mühlenberg — Вальдмюллер
- 1955 — Шумные мелодии / Rauschende Melodien (Германия) — доктор Блинд, адвокат
- 1957 — Восточный экспресс / Polonia-Express
- 1957 — Салемские колдуньи / The Crucible / Les Sorcières de Salem
- 1957 — Соперники за рулём | Rivalen am Steuer (ГДР)
- 1958 — Эскадрилья «Летучая мышь» / Geschwader Fledermaus
- 1958 — Моя жена хочет петь | My Wife Wants to Sing | Meine Frau macht Musik — эпизод
- 1958 — Тильман Рименшнайдер | Tilman Riemenschneider (ГДР) — эпизод
- 1958 — Швед-лотерейщик / Der Lotterieschwede (ГДР) — почтовый чиновник
- 1959 — Дело о разводе / Ehesache Lorenz — хозяин
- 1959 — До удара молнии / Before the Lightning Strikes | Bevor der Blitz einschlägt
- 1959 — Они звали его Амиго / Sie nannten ihn Amigo — эпизод
- 1959 — Образцовые ребята / Musterknaben — Гримм
- 1960 — Жизнь начинается / Das Leben beginnt
- 1962 — Люди и звери / Menschen und Tiere — чиновник
- 1962 — Ревю в полночь / Revue at Midnight / Revue um Mitternacht (Германия)
- 1962 — Танцы в субботу / Tanz am Sonnabend (ГДР) — Макс Деммель
- 1963 — В резерве у смерти / Reserviert für den Tod (ГДР)
- 1964 — Минута молчания / Lied vom Trompeter, Das (ГДР)
- 1965 — Кролик — это я / Rabbit Is Me, The / Kaninchen bin ich, Das (ГДР) — старый заключённый
- 1965 — Иной фронт / Die andere Front (ГДР) — военный при фон Дерре
- 1966 — Без борьбы нет победы / Ohne Kampf kein Sieg (ГДР) — человек на блоке ожидания
- 1967 — Забавные проделки язычников из Куммерова / Die Heiden von Kummerow und ihre lustigen Streiche
- 1968 — Мавр и вороны Лондона / Mohr und die Raben von London (Германия)
- 1969 — Смертельная ошибка / Tödlicher Irrtum
- 1969 — На пути к Ленину / Unterwegs zu Lenin — старик на лестнице
- 1970 — Король прессы из Гамбурга / Ich — Axel Caesar Springer (ГДР)
- 1972 — Ловкость рук, Ваше Величество! / Die gestohlene Schlacht — Вегелин
- 1975 — Покушение в Сараево / Sarajevski atentat
- 1977 — Ася — эпизод
- 1976 — 1980 — Тридцать случаев майора Земана / 30 prípadu majora Zemana
- 1977 — Разбойники поневоле / Wer reißt denn gleich vorm Teufel aus
- 1978 — Антон-волшебник / Anton, der Zauberer (ГДР)
- 1979 — Серебряная грива / Das Pferdemädchen — Мюллер
- 1980 — Крах операции «Террор» / Krach operacji Terror — Великий князь Николай Николаевич
- 1980 — Мельница Левина / Levins Mühle — Фагин
- 1982 — Отель Полан и его гости / Hotel Polan und seine Gäste
- 1983 — Цилле и я / Zille und ick

## Награды
СССР
- орден «Знак Почёта» (14 апреля 1944) — за успешную работу в области советской кинематографии в дни Отечественной войны и выпуск высокохудожественных кинокартин[2].

ГДР
- Почётная пряжка к ордену «За заслуги перед Отечеством» (1981)
- орден Карла Маркса (1986).